# Giorgi Arsenischwili
Giorgi Arsenischwili (georgisch გიორგი არსენიშვილი; * 5. Januar 1942 in Chirsa, Kachetien; † 17. November 2010) war ein georgischer Mathematiker und Politiker.

## Leben und Karriere
Er studierte an der mathematisch-technischen Fakultät der Staatlichen Universität Tiflis. Nach seiner Promotion war er 1974 bis 1979 an der Universität Heidelberg tätig. Danach lehrte er als Professor für Angewandte Mathematik an der Staatlichen Universität Tiflis.
Von 1995 bis 1999 war Arsenischwili in der Administration seiner Heimatprovinz Kachetien tätig. Nach der Wiederwahl Eduard Schewardnadses zum georgischen Staatspräsidenten ernannte dieser Arsenischwili am 11. Mai 2000 zum Premierminister. Während seiner Amtszeit kam es zum Bruch innerhalb der Georgischen Bürgerunion, die Schewardnadse unterstützte. Viele junge, reformorientierte Politiker, wie z. B. Surab Schwania und Micheil Saakaschwili, waren damals enttäuscht vom Scheitern des Staatspräsidenten im Kampf gegen die Korruption. Nach dem Veto des Präsidenten gegen ein Gesetz, das die Offenlegung der Einkommen der Staatsbediensteten vorsah, verließen viele von ihnen die Regierungsämter und gingen außer Landes. Mitte 2001 verlor die Bürgerunion so die Parlamentsmehrheit und die Regierung Arsenischwili kam in Schwierigkeiten. Präsident Schewardnadse entließ daraufhin zunächst die verbliebenen Minister und dann auch Arsenischwili. Sein Nachfolger wurde Awtandil Dschorbenadse.
Arsenischwili wurde am 29. Dezember 2001 zum neuen Botschafter Georgiens in Tschechien ernannt. Dieses Amt übte er bis zum 15. Juli 2004 aus. Von 2006 bis 2007 gehörte er dem Verwaltungsrat der Georgischen Eisenbahn an.